# Sebastiano Vassalli
Sebastiano Vassalli (24. říjen 1941, Janov – 27. červenec 2015, Casale Monferrato) byl italský literární kritik a spisovatel, jenž se stal v roce 1990 za dílo La chimera (neoficiálně Chiméra) laureátem italské literární ceny Strega. Byl členem italské (neo-)avantgardní literární skupiny Gruppo 63.

## Život a dílo
Narodil se v Janově, jeho matka byla z Toskánska, otec pak pocházel z Lombardie. Studoval na filozofické fakultě v Miláně, posléze se věnoval učitelské profesi v Novaře, kde prožil svoje dětství.
Ve svých dílech pranýřoval italskou společnost; žánrově se věnoval psaní historických románů. V roce 1990 se stal za dílo La chimera také finalistou italské literární ceny Campiello.
Zemřel v roce 2015 po delší vážné nemoci v hospici v provincii Alessandria na severu Itálie. Ve stejném roce byl i nominován na Nobelovu cenu za literaturu.

### České překlady z italštiny
Pod českými překlady Vassalliho děl z let 1996–2017 je podepsána česká romanistka Kateřina Vinšová.
- Dva kostely[12][13] (orig. Le due chiese). 1. vyd. Příbram: Pistorius & Olšanská, 2017. 275 S. Překlad: Kateřina Vinšová
- Noc komety (orig. La notte della cometa). 1. vyd. Příbram: Pistorius & Olšanská, 2014. 266 S. Překlad: Kateřina Vinšová
- Archeologie přítomnosti (orig. Archeologia del presente). 1. vyd. V Praze a Litomyšli: Paseka; Příbram: Pistorius, 2006. 189 S. Překlad: Kateřina Vinšová
- Nespočet: Vergilius s Maecenatem v zemi Rasnů (orig. Un infinito numero. Virgilio e Mecenate nel paese dei Rasna). 1. vyd. Praha; Litomyšl: Paseka, 2003. 266 S. Překlad: Kateřina Vinšová; doslov: Jiří Pelán
- Labuť (orig. Il cigno). 1. vyd. V Praze: Euromedia Group – Odeon, 2000. 158 S. Překlad: Kateřina Vinšová
- Zlato světa (orig. L’oro del mondo). 1. vyd. Praha: Odeon, 1996. 213 S. Překlad: Kateřina Vinšová